# Bryce Vine

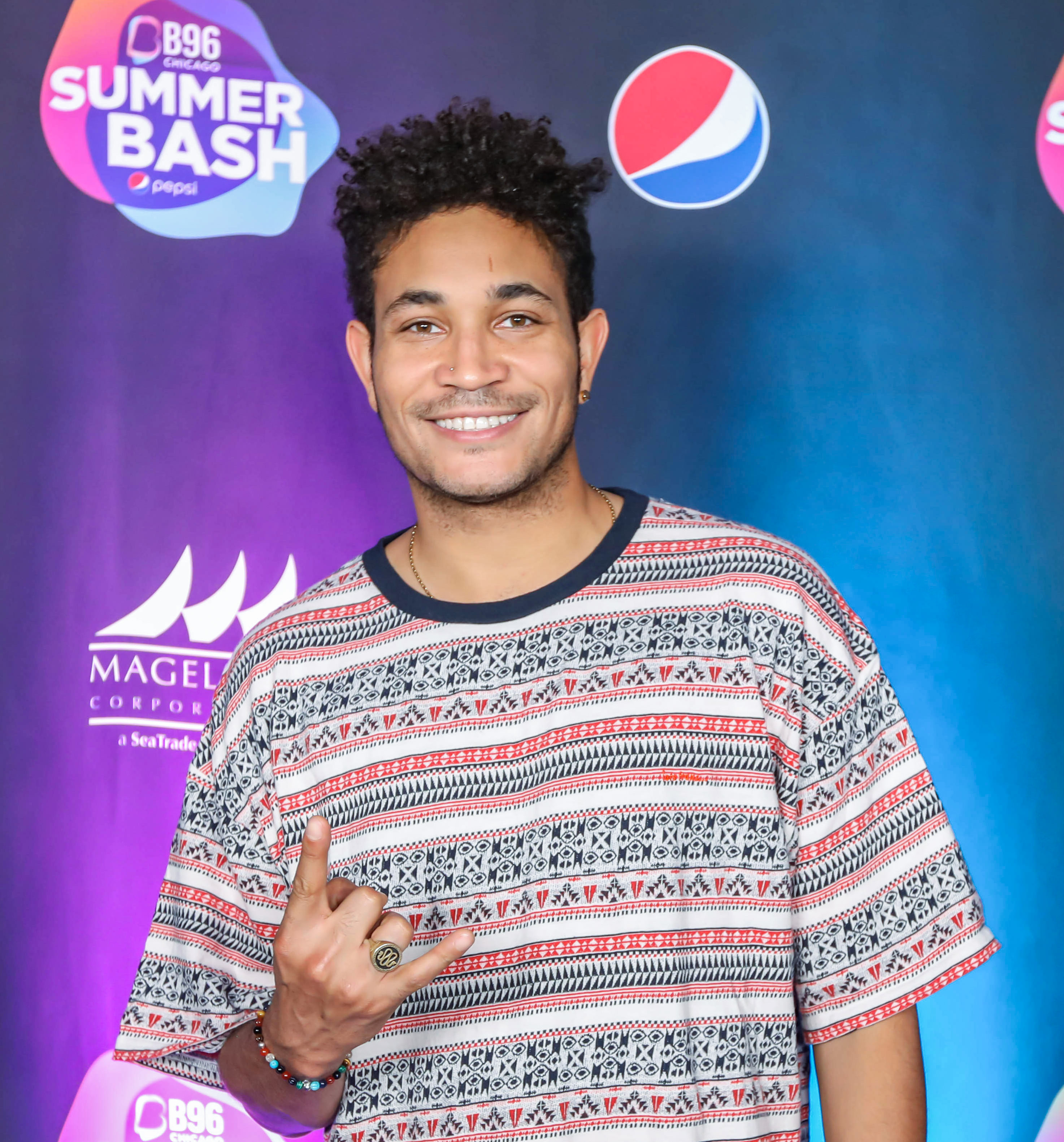
Bryce Vine (2019)

Bryce Ross-Johnson (* 16. Juni 1988 in New York) ist ein amerikanischer Rapper und Sänger, der unter dem Pseudonym Bryce Vine auftritt. Er bedient vor allem die Genres Indie-Pop und Hip-Hop. 

## Leben
Im Alter von einem Jahr zog Bryce Ross-Johnson mit seiner Mutter nach Los Angeles und verbrachte den Großteil seiner Kindheit im Westlake Village. Er begann bereits früh, sich für Musik zu interessieren und brachte sich selbst das Gitarrespielen bei.
Ab dem Jahr 2011 besuchte er das Berklee College of Music. Am 22. April 2014 veröffentlichte er sein erstes Album, Lazy Fair. Im Jahr 2017 folgte die Single Drew Berrymore. Am 26. Juli 2019 veröffentlichte er das Album Carnival. Bekannt sind außerdem seine Kooperationen, zum Beispiel mit Loud Luxury.

## Diskografie

### Alben
| Jahr | Titel    | Höchstplatzierung, Gesamtwochen, AuszeichnungChartsChartplatzierungen (Jahr, Titel, Platzierungen, Wochen, Auszeichnungen, Anmerkungen) | Anmerkungen                         |
| Jahr | Titel    | US | Anmerkungen                         |
| ---- | -------- | --- | ----------------------------------- |
| 2019 | Carnival | US99 (3 Wo.)US | Erstveröffentlichung: 26. Juli 2019 |

### EPs
- 2014: Lazy Fair
- 2015: Lazier Fair: Acoustic
- 2016: Night Circus

### Singles
| Jahr | Titel Album             | Höchstplatzierung, Gesamtwochen, AuszeichnungChartsChartplatzierungen (Jahr, Titel, Album, Platzierungen, Wochen, Auszeichnungen, Anmerkungen) | Anmerkungen |
| Jahr | Titel Album             | US | Anmerkungen |
| ---- | ----------------------- | --- | --- |
| 2018 | Drew Barrymore Carnival | US46 ×2Doppelplatin · (14 Wo.)US | Autoren: JP Clark, J. Cavazos, N. Lambroza, B. Vine                                                                              |
| 2019 | La La Land Carnival     | US75 Platin · (11 Wo.)US | Autoren: S. Swift, R. Baharloo, D. Barnes, JP Clark, A. Goodwin, K. Jackson, N. Lambroza, M. Onufrak, S. Rosen, B. Vine feat. YG |

Weitere Singles
- 2013: Take Me Home
- 2013: Where the Wild Things Are
- 2014: Sour Patch Kids (US: Platin)
- 2015: Thug Song
- 2016: Sunflower Seeds
- 2016: The Fall
- 2017: Bella (feat. Emma Zander)
- 2019: I’m Not Alright (Bryce Vine & Loud Luxury, US: Gold)